# Троїцьке (Українська селищна громада)
Тро́їцьке — село в Україні, в Синельниківському районі Дніпропетровської області, над річкою Бик. Входить до складу Української селищної громади. Населення становить близько 1500 осіб. 

## Географія
Село Троїцьке знаходиться на лівому березі річки Бик, вище за течією на відстані 4 км розташоване село Водолазьке, нижче за течією на відстані 2,5 км розташоване селище Петропавлівка. Річка в цьому місці звивиста, утворює лимани, стариці та заболочені озера. Поруч проходять автомобільна дорога М04 (E50) і залізниця, станція Петропавлівка за 7 км.

## Історія
Перша згадка про село Троїцьке датується 1775 роком. За наказом азовського губернатора Черткова частину пікінерів Луганського пікінерського полку переведено в ті місця для «заселення бахмутських та волководських степів і більш зручного зв'язку Бахмута з Бельовською фортецею».
Свою назву слобода дістала від Свято-Троїцької церкви, що була у фортеці «Маяк», звідки переселилися пікінери. У 1775 році тут було 75 дворів, у 1784 році їх кількість зросла до 150.
Наприкінці XVIII і на початку XIX століття населення Троїцького складалося переважно з державних селян.
За даними 1859 року Троїцьке було державним селом. Тут було 2 православні церкви, 1 церква російських старовірів, 634 подвірь, 4503 мешканців. Етнічно було українським.
До 2017 року орган місцевого самоврядування — Троїцька сільська рада.
12 червня 2020 року, відповідно до розпорядження Кабінету Міністрів України № 709-р від «Про визначення адміністративних центрів та затвердження територій територіальних громад Дніпропетровської області», увійшло до складу Української селищної громади.
19 липня 2020 року, в результаті адміністративно-територіальної реформи та ліквідації  Петропавлівського району, село увійшло до складу новоутвореного Синельниківського району.

## Населення

### Мова
Розподіл населення за рідною мовою за даними перепису 2001 року:
| Мова            | Кількість | Відсоток |
| --------------- | --------- | -------- |
| українська      | 1537      | 94.94%   |
| російська       | 79        | 4.88%    |
| румунська       | 2         | 0.12%    |
| інші/не вказали | 1         | 0.06%    |
| Усього          | 1619      | 100%     |

## Економіка
- ТОВ «Гарант Агро 4».
- ФГ «Олімп»
- СФГ «Хлібороб»

## Об'єкти соціальної сфери
- Школа.
- Амбулаторія.
- Фельдшерсько-акушерський пункт.
- Будинок культури.
- «Укрпошта» та «Нова пошта».
- Магазини